# IBM Aptiva

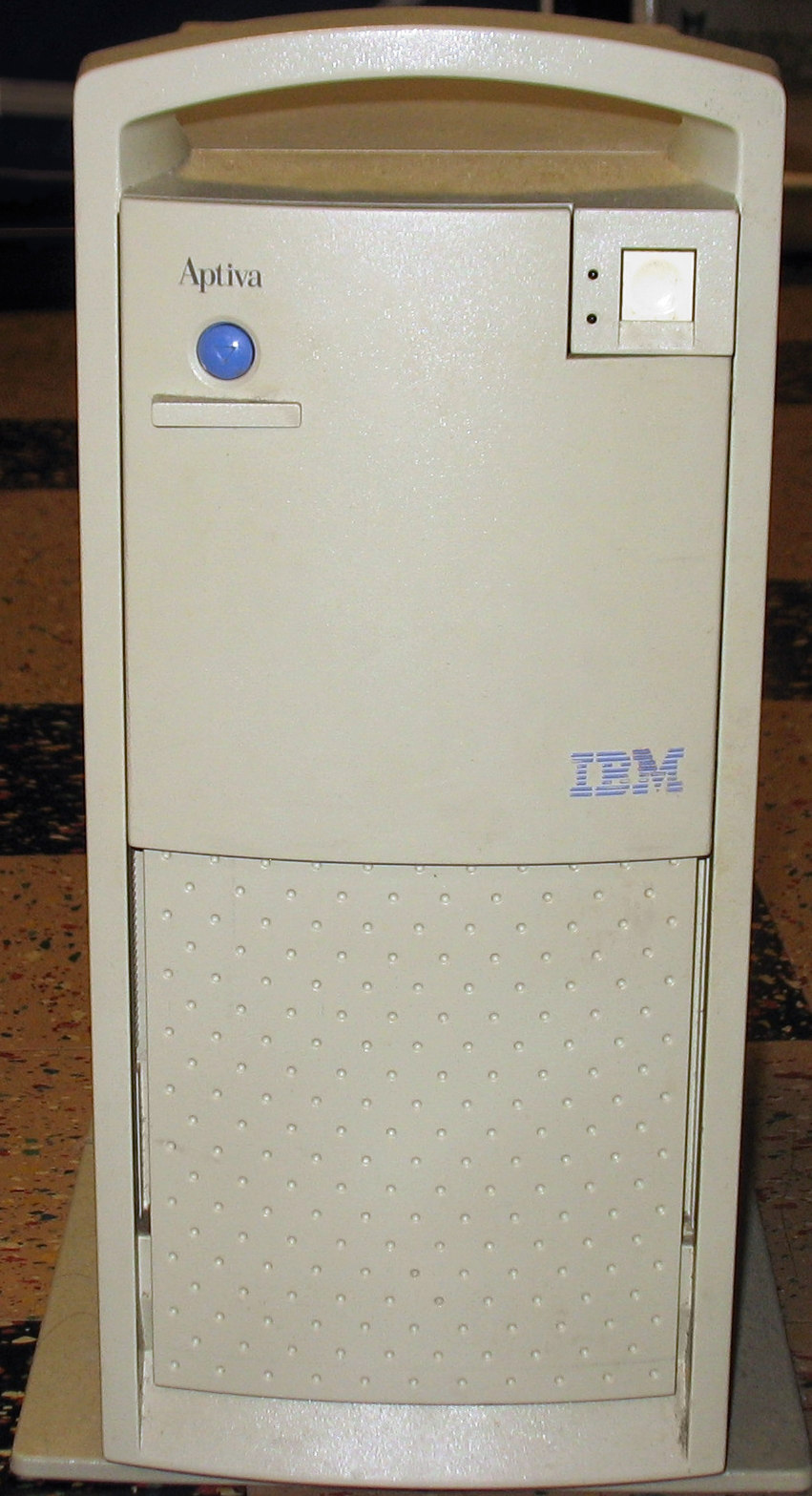
Un tower IBM Aptiva prodotto tra il 1995 e il 1996.

IBM Aptiva è una linea di personal computer prodotta da IBM tra il 1994 e il 2001 per sostituire gli IBM PS/1. 

## Storia
I primi modelli sono basati su CPU Intel 80486; in seguito sono stati prodotti con processori Intel Pentium o equivalenti AMD.
La produzione dei modelli Aptiva è terminata nel 2001; non esiste una linea sostitutiva vera e propria data la volontà di IBM di ritirarsi dal mercato casalingo, per dedicarsi solamente a quello professionale con la linea IBM NetVista.

## Caratteristiche
Tutti i sistemi venivano prodotti dalla stessa IBM (tranne la linea E, prodotta da Acer, e venduti completi di monitor, mouse e tastiera; la prima generazione include il sistema operativo PC-DOS 7.0 e Windows 3.1, con richiesta di aggiornamento gratuito a Windows 95 tramite tagliando da spedire, mentre le seguenti sono dotate di Windows 95 o OS/2 Warp